# Xu Yan
Xu Yan (en chino: 许岩; Pekín, 4 de noviembre de 1981) es una deportista china que compitió en judo.
Participó en los Juegos Olímpicos de Pekín 2008, obteniendo una medalla de bronce en la categoría de –57 kg. En los Juegos Asiáticos de 2006 consiguió una medalla de oro.
Ganó una medalla de plata en el Campeonato Asiático de Judo de 2007.

## Palmarés internacional
| Juegos Olímpicos    | Juegos Olímpicos | Juegos Olímpicos  | Juegos Olímpicos |
| Año                 | Lugar            | Medalla           | Categoría        |
| ------------------- | ---------------- | ----------------- | ---------------- |
| 2008                | Pekín (China)    | Medalla de bronce | –57 kg           |
| Juegos Asiáticos    |                  |                   |                  |
| Año                 | Lugar            | Medalla           | Categoría        |
| 2006                | Doha (Catar)     | Medalla de oro    | –57 kg           |
| Campeonato Asiático |                  |                   |                  |
| Año                 | Lugar            | Medalla           | Categoría        |
| 2007                | Kuwait (Kuwait)  | Medalla de plata  | –57 kg           |